# Antíoc (metge)
Antíoc  (en llatí Antiochus, en grec antic Ἀντίοχος) era un metge que segurament vivia a Roma al segle ii.
Galè en fa referència, i diu que mercès al seu règim alimentari va prescindir dels medicaments i podia caminar i receptar encara als 80 anys i visitava als malalts a peu. Aeci i Paule Egineta citen una recepta que podria ser d'aquest metge, però segurament era de Antíoc Filomètor.